# Чиназ
Чиноз (узб. Chinoz/Чиноз, рос. Чиназ) — місто в Ташкентській області Узбекистану. Адміністративний центр Чинозького району. Висота над рівнем моря складає 269 метрів. Населення — 23 700 осіб (2016).